# Mohamed Farhan
Mohammed Farhan Khalifa (* 25. Dezember 1979) ist ein ehemaliger bahrainischer Leichtathlet, der sich auf den Sprint spezialisiert hat.

## Sportliche Laufbahn
Erste internationale Erfahrungen sammelte Mohamed Farhan vermutlich im Jahr 2003, als er bei den Arabischen Meisterschaften in Amman in 10,29 s die Silbermedaille im 100-Meter-Lauf hinter dem Saudi-Araber Salem al-Yami gewann. Anschließend belegte er bei den Asienmeisterschaften in Manila in 10,43 s den sechsten Platz und bei den Militärweltspielen in Catania wurde er in 10,71 s Vierter. Im Jahr darauf gewann er bei den erstmals ausgetragenen Hallenweltmeisterschaften in Teheran in 21,87 s die Bronzemedaille im 200-Meter-Lauf hinter dem Japaner Tomoyuki Arai und Liu Haitao aus der Volksrepublik China und sicherte sich mit der bahrainischen 4-mal-400-Meter-Staffel in 3:22,21 min die Bronzemedaille hinter den Teams aus Iran und Indien. Im Oktober belegte er bei den Panarabischen Spielen in Algier in 10,52 s den vierten Platz über 100 Meter. 2005 belegte er bei den erstmals ausgetragenen Islamic Solidarity Games in Mekka in 10,55 s den sechsten Platz über 100 Meter und bei den Arabischen Meisterschaften in Radés gewann er in 10,46 s die Silbermedaille hinter Yahya al-Gahes aus Saudi-Arabien. Daraufhin belegte er bei den Westasienspielen in Doha in 10,59 s den vierten Platz. 2007 schied er bei den Militärweltspielen in Hyderabad mit 10,59 s im Semifinale über 100 Meter aus und im Jahr darauf belegte er bei den Hallenasienmeisterschaften in Doha in 6,84 s den sechsten Platz im 60-Meter-Lauf. 2009 gewann er bei den Arabischen Meisterschaften in Damaskus in 10,0 s die Silbermedaille hinter dem Marokkaner Aziz Ouhadi und im Oktober gelangte er bei den Hallenasienspielen in Hanoi mit 6,79 s auf den sechsten Platz über 60 Meter. Kurz darauf schied er bei den Asienmeisterschaften in Guangzhou mit 11,61 s im Halbfinale über 100 Meter aus. Im Jahr darauf kam er bei den Hallenasienmeisterschaften in Teheran mit 6,93 s nicht über den Vorlauf hinaus und  im November wurde er bei den Asienspielen in Guangzhou in der ersten Runde über 100 Meter disqualifiziert, woraufhin er seine aktive sportliche Karriere im Alter von 30 Jahren beendete.
2003 wurde Farhan bahrainischer Meister im 200-Meter-Lauf.

## Persönliche Bestzeiten
- 100 Meter: 10,37 s (+0,8 m/s), 21. September 2003 in Manila
  - 60 Meter (Halle): 6,78 s, 31. Oktober 2009 in Hanoi
- 200 Meter: 21,51 s (+0,2 m/s), 12. August 2003 in Bílina
  - 200 Meter (Halle): 21,87 s, 7. Februar 2004 in Teheran